# Gustave Bourdin
Pour les articles homonymes, voir Bourdin.
Gustave Bourdin est un journaliste du XIXe siècle. Il a travaillé à la Gazette des tribunaux et au Figaro. Il est le gendre d'Hippolyte de Villemessant, le fondateur du Figaro.

## Biographie
De ses débuts à la Gazette des tribunaux, Gustave Bourdin gardera un attrait pour le monde judiciaire. En 1855, il propose à Hippolyte de Villemessant une série d'articles sur les avocats qui paraîtront dans la rubrique intitulée Figaro au palais : on y retrouve notamment les portraits de Gustave Gaspard Chaix d'Est-Ange, futur avocat de Charles Baudelaire, et d'Ernest Pinard, le substitut du procureur qui requerra contre le poète. La même année, Gustave Bourdin épouse Léonide de Villemessant, la fille ainée du patron du Figaro.  

### Les Fleurs du mal,«un hôpital ouvert à toutes les démences de l’esprit»
Dans l'édition du 5 juillet 1857 du Figaro, peu de temps après la parution (le 21 juin 1857) des Fleurs du mal de Charles Baudelaire, Gustave Bourdin publie une critique dans laquelle il juge que « ce livre est un hôpital ouvert à toutes les démences de l’esprit, à toutes les putridités du cœur ; encore si c’était pour les guérir, mais elles sont incurables. »  Cet article est à l'origine des ennuis judiciaires de Baudelaire, de la censure et condamnation des Fleurs du mal.

### Émile Zola
En 1866, il présente Émile Zola à Hippolyte de Villemessant qui l'engage aussitôt.

## Publication
- Gustave Bourdin, Voyage autour de Pomaré : reine de Mabille, princesse du Ranelagh, grande-duchesse de la Chaumière, par la grâce de la polka, du cancan et autres cachuchas, Paris, Gustave Havard, 1844, 64 p. (lire en ligne)